# Begomovirus
El género Begomovirus comprende alrededor de 200 especies y se incluye dentro de la familia Geminiviridae. Son virus patógenos de plantas que como grupo poseen una alta gama de hospedantes, infectando plantas dicotiledóneas. Este género de virus es conocido a nivel a mundial por las pérdidas económicas que contrae a múltiples cultivos tales como tomate, porotos, cucurbitaceas, yuca y algodón.

## Morfología
Los virus no poseen envoltura. La nucleocáspide posee 38 nm de largo y 15-22 nm en diámetro. Mientras que las partículas poseen una simetría icosaedral, cosistiendo en dos icosaedros incompletos sin un vértice unidos entre sí. Cada nucleocapside consiste de 22 capsómeros.

## Genoma
EL genoma es único, fijo, cerrado, circular, compuesto de DNA. La mayoría de los begomovirus posee un genoma bipartito; esto significa que el genoma se encuentra en dos segmentos referidos como DNA A y DNA B que son parte de dos partículas diferentes. Ambos segmentos son requeridos para que la enfermedad sea sintomática en el huésped, pero el ADN B depende del ADN A para su replicación, el cual es aparentemente capaz de infectar por cuenta propia.

## Transmisión
El virus requiere como vector a un insecto el cual puede ser la mosca blanca Bemisia tabaci o cualquier otra mosca blanca. Este vector permite la rápida y eficiente propagación del virus debido a alimentarse de numerosas plantas.

## Enfermedad
La especie tipo es el Potato yellow mosaic virus PYMV, mosaico amarillo de la patata es un Begomovirus, identificado por primera vez a finales de los 80's que causan la infección en tomates. La enfermedad es manifestada por la planta como un mosaico amarillo o un moteado, distorsión de la hoja, formación de arrugas o enanismo. En Trinidad esta enfermedad es endémica y causa daños de rendimiento estimados en un 50–60%. El PYMV es también un problema económico en el Caribe. Las especies tipo Bean golden yellow mosaic virus BGYMV también pertenece al género Begomovirus genus, es causante de una enfermedad de alta importancia en Centroamérica, Caribe y el Sur de Florida. El virus African cassava mosaic virus ACMV es una enfermedad que afecta a la Cassava que posee un alto valor alimenticio en África.